# Pancrácio de Roma
Pancrácio de Roma (em latim: Pancratius; em grego:  Άγιος Παγκράτιος, em italiano:  San Pancrazio) nasceu por volta do ano 289-290, em Roma, numa nobre família frígia e morreu em 12 de maio de 304, com cerca de 14 anos de idade. Convertido ao cristianismo, tornou-se um mártir ao ser decapitado na via Aurélia por conta de sua fé, durante a perseguição de Diocleciano.
Pancrácio era filho de pais cristãos, nobres, ricos e amigos do imperador Diocleciano. Órfão ainda muito novo, foi morar com um tio chamado Dionísio. Com o seu apoio conseguiu estudar em Roma, indo morar na mesma casa onde fazia retiro o Papa Marcelino. Nos primeiros anos da perseguição, Pancrácio, então com 14 anos de idade, e seu tio Dionísio foram denunciados e levados a júri. O tio foi imediatamente morto mas Pancrácio ainda mereceu uma certa consideração do imperador, pois era jovem e filho de alguém que havia sido seu amigo. Diocleciano tentou envolver Pancrácio com promessas, astúcias e, finalmente, ameaças. Nada deu resultado. Como o adolescente respondia a tudo afirmando que não temia a morte, pois isso o conduziria a Deus, o imperador perdeu a paciência e mandou logo decapitá-lo no dia 12 de maio de 304.
No local do seu túmulo, no cemitério de Ottavilla, o Papa Símaco mandou erguer no século VI uma igreja em sua homenagem, ainda existente. Há numerosas igrejas em louvor a São Pancrácio em Itália, França, Inglaterra e Espanha, onde o seu culto mais se difundiu. A ele foram ainda dedicados um mosteiro em Roma, fundado por São Gregório Magno e um em Londres fundado por Santo Agostinho de Cantuária.
É o padroeiro dos enfermos, na Itália; padroeiro dos trabalhadores, na Espanha e padroeiro da Juventude da Ação Católica, na América Latina. 